# Ilingoceros
Ilingoceros — вымерший род парнокопытных семейства вилороговые. Эндемик Северной Америки. Существовал в позднем миоцене и раннем плиоцене (13,6 — 4,9 млн лет назад). Известны из США (штаты Калифорния и Невада).
При длине тела 1,8 метра они были немного крупнее современных вилорогов. У них была пара прямых спиралевидных рогов, раздваивавшихся на концах.

## Виды
- Ilingoceros alexandrae typus
- Ilingoceros schizoceras